# گائوجو
گائوجو (انگلیسی: Tiele people), (چینی: 特勒 همچنین با نام Gaoche یا Gaoju,کنفدراسیون قبیله‌ای با منشأ قومی مردم ترک بودند که در شمال چین واقعی و در آسیای مرکزی، ظهور پس از فروپاشی کنفدراسیون شیونگ‌نو زندگی می‌کردند.
هه‌چو راهب کره ای به این مردم در کتاب سفر به پنج پادشاهی هند با عنوان چینی Hu 胡 اشاره کرده است.

## یادداشت
1. ↑  چینی: 高車, "High Carts"